# Catostylus
Catostylus es un género de medusas perteneciente a la familia Catostylidae.

## Lista de especies
Según el ITIS:
- Catostylus cruciatus (Lesson, 1829)
- Catostylus mosaicus (Quoy et Gaimard, 1824)
- Catostylus ornatellus (Vanhöffen, 1888)
- Catostylus ouwensi (Moestafa & McConnaughey, 1966)
- Catostylus perezi (Ranson, 1945)
- Catostylus purpurus (Mayer, 1910)
- Catostylus tagi (Haeckel, 1869)
- Catostylus townsendi (Mayer, 1915)
- Catostylus tripterus (Haeckel, 1880)
- Catostylus turgescens (Schulze, 1911)
- Catostylus viridescens (Chun, 1896)